# Obtusifolium obtusum
Obtusifolium obtusum är en bladmossart som först beskrevs av Sextus Otto Lindberg, och fick sitt nu gällande namn av Sigfrid Wilhelm Arnell. Obtusifolium obtusum ingår i släktet Obtusifolium och familjen Scapaniaceae. Inga underarter finns listade i Catalogue of Life.